# Tue-Loup
Pour les articles homonymes, voir Tue (homonymie) et Loup (homonymie).
Tue-Loup est un groupe de folk français, originaire de la campagne sarthoise. Formé en 1993, il tient son nom d'un lieu-dit de la commune de Dollon dans la Sarthe.

## Biographie
Tue-Loup est formé en 1993. Xavier Plumas, né en 1969, chanteur et guitariste, est un passionné de lettres, ce qui se retrouve dans ses textes. Les autres membres du groupe sont Thierry Plouze, né en 1965, à la guitare, Romain Allanot, né en 1977, cousin de Xavier, à la batterie et aux percussions et Stéphane Gosnet, né en 1970, à la basse. Ce dernier quitte le groupe en 2001, après trois albums, et se voit remplacé par Éric Doboka, né en 1967. L'arrivée simultanée de Christian Bidal d'Asfeld, né en 1962, aux claviers signe un tournant dès les premières notes de l'album Penya. Ce dernier quitte le groupe après Rachel au Rocher. La carrière de Tue-Loup a embrassé plus de vingt ans et plusieurs maisons de disques, préservant ainsi leur liberté et leur indépendance dans la création. Depuis leurs débuts, Robin Dallier puis Jean-François Chauffour ont assuré le mixage, l'enregistrement et le mastering des CD de Tue-Loup. Laure Allanot, sœur de Romain, est la graphiste régulière pour les pochettes de disques.
En 2002, le groupe reprend le titre Rest'là Maloya, la première reprise en français d'une chanson d'Alain Péters. En 2003, le groupe reprend le titre La Solitude, sur l'album collectif Avec Léo !, en hommage à Léo Ferré. En 2007, Thomas Fiancette succède à Romain Allanot à la batterie et s'ensuit l'album Le Lac de Fish. Les batteurs Cyril Bilbeaud et Thomas Belhom jouent aussi sur disque et sur scène avec Tue-Loup.
En 2012, le groupe sort l'album 9, du fait que ce soit le neuvième album de son catalogue. Plus tard sort leur dixième album, Ramo, considéré par la presse comme « le meilleur du groupe à ce jour ». En 2017, ils sortent leur onzième album, Total musette, un album composé de chansons « écrites il y a longtemps ».
Le 5 février 2021, le groupe sort son douzième album, La Peau des arbres,. En juin 2021, le groupe sort le clip du single Jeannine's Song, issu de l'album. En novembre 2021, le groupe se produit à Thorigné-sur-Dué.

## Style musical
Le groupe se situe dans le domaine du folk. « [...] Toutes nos chansons peuvent être interprétées seulement en guitare-voix. Leur essence est folk puisqu’elles sont composées ainsi. Mais nous les arrangeons au-delà de la folk traditionnelle américaine. Nous nous rapprochons peut-être de la folk des années 1970 un peu plus libre, façon Joni Mitchell ou Tim Buckley. J’étais tombé ado dans la discothèque de mon oncle, j’y ai découvert Lou Reed, Neil Young ou Leonard Cohen. J’ai ensuite appris seul la guitare ».

## Membres
- Xavier Plumas — chant, guitare (depuis 1995)
- Thierry Plouze — guitare (depuis 1995)
- Romain Allanot — batterie (1995-2006)
- Thomas Fiancette — batterie (depuis 2007)
- Stéphane Gosnet — basse (1995-2001)
- Éric Doboka — basse (depuis 2001)
- Alexandre Berton — batterie (depuis 2015)

## Discographie

### Singles
- 2002 : Celsius
- 2005 : City light

### DVD
- 2005 : Live au Nouveau Casino